# 佩德羅阿吉雷塞爾達

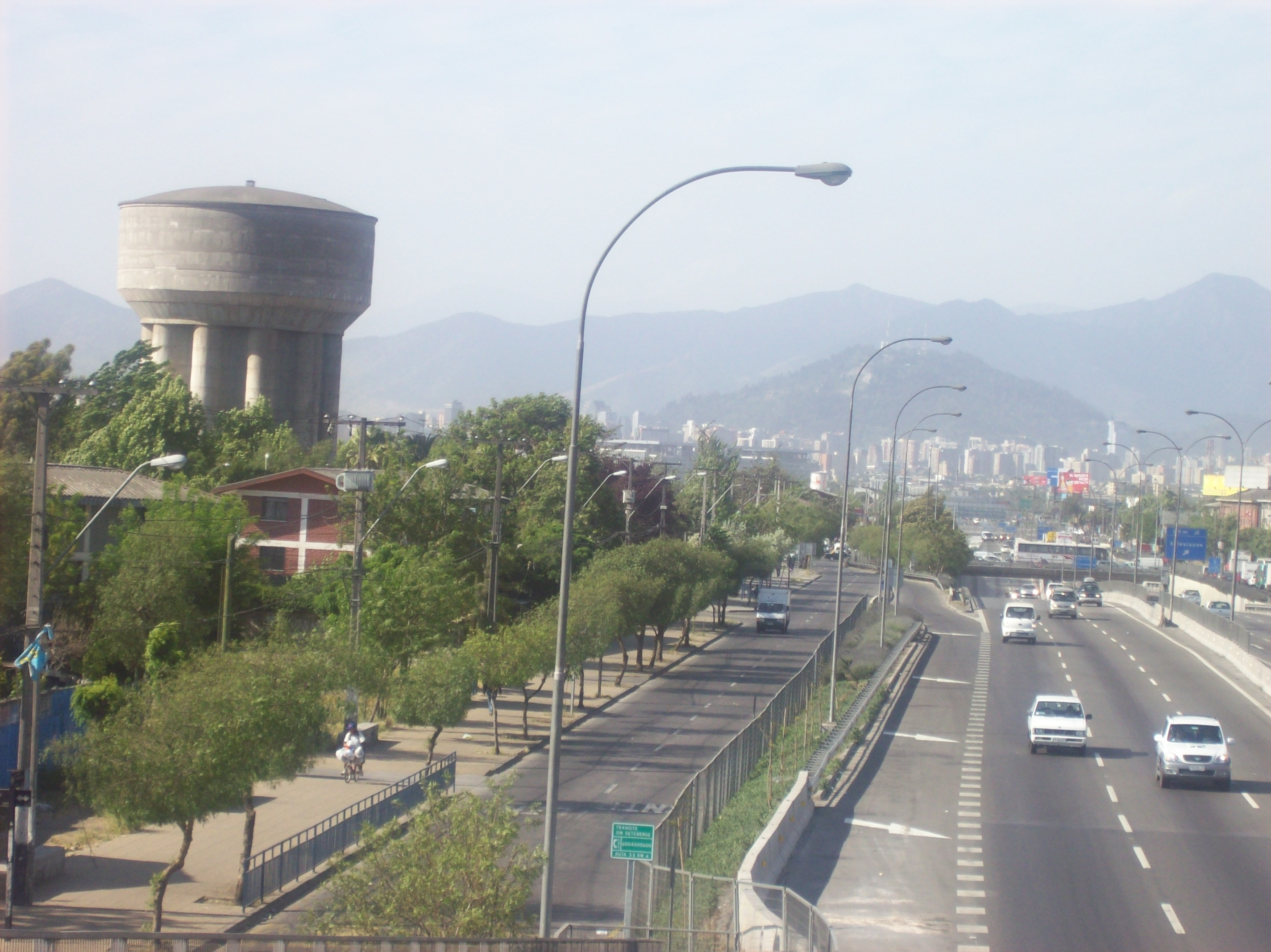

佩德羅阿吉雷塞爾達（西班牙語：Pedro Aguirre Cerda），是智利的城鎮，位於該國中部聖地亞哥首都大區的聖地亞哥省，始建於1991年8月12日，面積9.7平方公里，海拔高度540米，2002年人口114,560人，人口密度每平方公里12,000人。
33°29′S 70°40′W / 33.483°S 70.667°W